# کیانو ریوز
کیانو چارلز ریوز (انگلیسی: Keanu Charles Reeves؛ زادهٔ ۲ سپتامبر ۱۹۶۴)، بازیگر کانادایی است. او در بیروت، لبنان به دنیا آمد و در تورنتو، کانادا بزرگ شد. وی بازیگری را در نمایش‌های تئاتر و فیلم‌های تلویزیونی آغاز کرد و نخستین فیلم بلندش یانگبلاد (۱۹۸۶) بود. او نقش برجسته‌اش را در کمدی علمی تخیلی ماجراجویی بسیار عالی بیل و تد (۱۹۸۹) به دست آورد و این نقش را در دنباله‌های آن تکرار کرد. ریوز برای ایفای نقش یک مرد کلاهبردار در درام مستقل آیداهوی اختصاصی خودم (۱۹۹۱) مورد تحسین قرار گرفت و با نقش‌های اصلی در نقطه شکست (۱۹۹۱) و سرعت (۱۹۹۴) خود را به‌عنوان قهرمان اکشن معرفی کرد.
به‌دنبال حضور در چند فیلم ناموفق در گیشه، بازی ریوز در فیلم ترسناک وکیل‌مدافع شیطان (۱۹۹۷) مورد استقبال قرار گرفت. پس از بازی در نقش نئو در مجموعهٔ سینمایی علمی تخیلی ماتریکس که در سال ۱۹۹۹ آغاز شد، او به شهرت بیشتری رسید. او در کنستانتین (۲۰۰۵) جان کنستانتین را به تصویر کشید و در درام رمانتیک خانه‌ای روی برکه (۲۰۰۶)، تریلر علمی تخیلی روزی که دنیا از حرکت ایستاد (۲۰۰۸) و هیجان‌انگیز جنایی سلاطین خیابان (۲۰۰۸) بازی کرد. پس از یک دوره افت تجاری دیگر، ریوز با بازی در نقش جان ویک از مجموعهٔ سینمایی اکشن جان ویک که از سال ۲۰۱۴ آغاز شد، بازگشت موفقیت‌آمیزی را تجربه کرد. مجلهٔ تایم در سال ۲۰۲۲ او را یکی از ۱۰۰ شخص تأثیرگذار در جهان نامید.
ریوز علاوه بر بازیگری، فیلم مبارز تای چی (۲۰۱۳) را کارگردانی کرده است. او برای گروه موسیقی داگ استار گیتار بیس نواخته و اهداف دیگری از جمله نویسندگی و بشردوستی را دنبال کرده است.

## اوایل زندگی

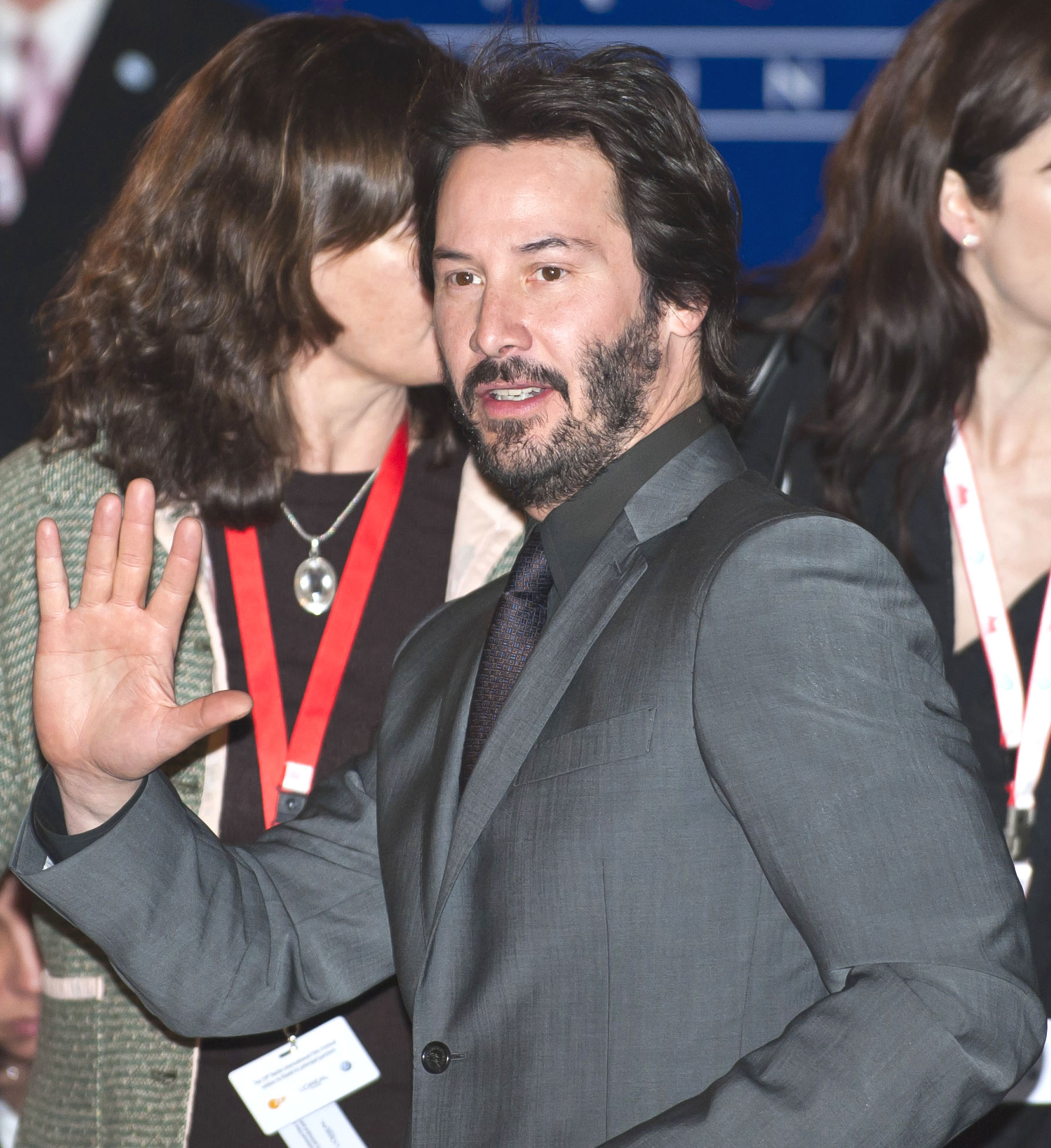
کیانو ریوز در سال ۲۰۰۹ در فستیوال فیلم برلین

کیانو چارلز ریوز در ۲ سپتامبر ۱۹۶۴ در بیروت متولد شد. او پسر طراح لباس و مجری، پاتریشیا (که نام خانوادگی‌اش پیش از ازدواج تیلور بود)، و ساموئل نولین ریوز جونیور است. مادرش انگلیسی‌تبار و اصالتاً اهل اسکس است. پدر آمریکایی او اهل هاوایی است و تبار بومی هاوایی، چینی، انگلیسی، ایرلندی و پرتغالی دارد. مادربزرگ او از طرف پدرش تبار چینی هاوایی دارد. مادرش در بیروت مشغول به کار بود که با پدرش آشنا شد. هنگامی که ریوز سه ساله بود، پدرش همسر و خانواده را رها کرد. ریوز آخرین بار در ۱۳ سالگی پدرش را در جزیرهٔ کوآئی ملاقات کرد.
پس از طلاق والدینش در سال ۱۹۶۶، مادرش خانواده را به سیدنی، استرالیا و سپس به شهر نیویورک برد که آن‌جا در سال ۱۹۷۰ با پل آرون، کارگردان برادوی و هالیوود ازدواج کرد. این زوج به تورنتو نقل مکان کردند و در سال ۱۹۷۱ طلاق گرفتند. هنگامی که ریوز نه ساله بود، در یک نمایش تئاتر از یانکی‌های لعنتی شرکت کرد. آرون به ریوز کمک کرد و به او توصیه کرد که در تئاتر هجرو در دره رز، پنسیلوانیا (بارو کوچکی در غرب فیلادلفیا) فعالیت کند. مادر ریوز در سال ۱۹۷۶ با رابرت میلر، مروج موسیقی راک ازدواج کرد. این زوج در سال ۱۹۸۰ طلاق گرفتند. سپس با شوهر چهارمش که یک آرایشگر به نام جک باند بود ازدواج کرد. این ازدواج در سال ۱۹۹۴ به اتمام رسید. ریوز و خواهرانش عمدتاً در محله یورک ویل تورنتو بزرگ شدند و یک پرستار بچه مرتباً از آن‌ها مراقبت می‌کرد. ریوز از سنین پایین با هنر و آشپزی چینی آشنا شد. مادرش آداب انگلیسی را در کودکی به او آموخت.
ریوز خود را یک «بچه خصوصی» توصیف کرد. او در چهار دبیرستان مختلف شرکت کرد. به‌گفتهٔ ریوز، او را در مدرسه اخراج کردند زیرا «فقط کمی بیش از حد پرخاشگر بود». ریوز مبتلا به نارساخوانی است و گفت: «چون در خواندن مشکل داشتم، دانش آموز خوبی نبودم». او در کالج، دروازه‌بان موفق هاکی روی یخ بود. ریوز آرزوی تبدیل به بازیکن حرفه‌ای هاکی روی یخ برای تیم المپیک کانادا را داشت، اما تصمیم گرفت در ۱۵ سالگی بازیگر شود. او پس از ترک کالج به مدرسه دیگری رفت که به او اجازه داد حین کار به عنوان بازیگر، تحصیل را نیز ادامه دهد. او در ۱۷ سالگی دبیرستان را رها کرد و از طریق ناپدری آمریکایی‌اش گرین کارت گرفت و سه سال بعد به لس آنجلس نقل مکان کرد. ریوز فقط تابعیت کانادا را دارد.

## زندگی هنری

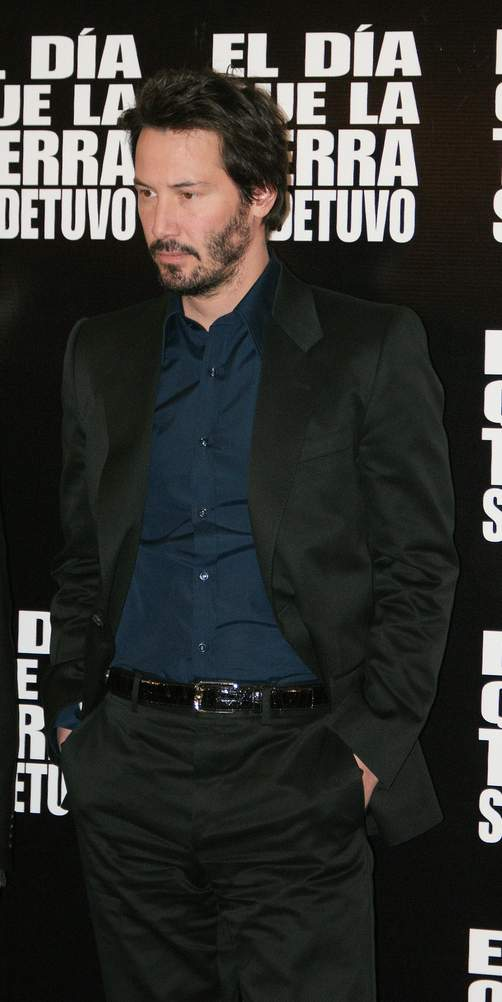
کیانو ریوز در مکزیک در فیلم روزی که دنیا از حرکت ایستاد، در سال ۲۰۰۸.

### آغاز زندگی حرفه‌ای: ۱۹۸۰
ریوز کار هنری خود را از نه سالگی با حضور در تئاتری به نام دمن یانکیز (Damn Yankees) شروع کرد. او در سن ۱۵ سالگی نقش میرکیوتو (Mercutio) در نمایش رومئو و ژولیت روی صحنه اجرا کرد. این نمایش در تئاتر لوه پوسلوس (Leah Posluns) اجرا شد. ریوز اولین نقش تلویزیونی خود را در شبکه تلویزیونی سی‌بی‌سی با سریال کمدی هنگین ان آغاز کرد و در آن سال مانند ستاره‌ای درخشید. به همین دلیل شرکت کوکا کولا او را برای تبلیغ محصولات کوکا کولا دعوت کردند. ریوز نیز این درخواست را پذیرفت. کیانو در همان سال در یک فیلم کوتاه درام هیئت ملی فیلم کانادا و در تئاترهای «برد فراسر» (Brad Fraser's) و «ولف بوی» (Wolfboy) در شهر تورنتو ایفای نقش کرد؛ وی در سال ۱۹۸۴ به بهترین بازیگر نوجوان کانادایی از طرف مردم تبدیل شد.
بعد از موفقیت‌های فراوان در تئاتر و تلویزیون، از او دعوت شد که نقش تد را در فیلم سینمایی ماجراجویی بسیار عالی بیل و تد بازی کند. کیانو نیز این نقش را پذیرفت و در زمان نوجوانی به یک ستاره بین‌المللی تبدیل شد؛ زیرا که این فیلم فروش بی نظیری را در کل دنیا در پی داشت و این دلیلی شد که کیانو در فصل جدید بیل و تید ۲ (سفر وحشیانه بیل و تد) نیز ایفای نقش کند.

### محبوبیت زیاد: ۱۹۹۰
در سال ۱۹۹۰ کیانو در فیلم‌هایی پرآوازه با ستارگانی بزرگ به ایفای نقش پرداخت. ریوز در فیلم نقطه شکست ایفای نقش کرد و برنده جایزه پسندیده‌ترین بازیگر مرد از طرف جوایز بین‌المللی جایزه سینمایی و تلویزیونی ام‌تی‌وی شد. در پی این موفقیت در فیلم‌هایی همچون سرعت نیز بازی کرد و موفقیت‌های بیشتری را کسب نمود.
وی در سال ۱۹۹۷ با فیلم موفق وکیل‌مدافع شیطان با آل پاچینو نیز هم‌بازی شد.

### ادامهٔ موفقیت: ۲۰۰۰
ریوز با بازی در نقش نئو / توماس اندرسون در چهارگانه فیلم سینمایی علمی-تخیلی اکشن ماتریکس به یک شخصیت ماندگار در بین تمام مردم جهان تبدیل شد. این فیلم به عنوان یکی از پرفروش‌ترین فیلم‌های سینمایی در تاریخ سینمای آمریکا شناخته شده است. فیلم سینمایی ماتریکس آنچنان موفق بود که واچوفسکی‌ها سری دوم و سوم و چهارم آن را ساختند.
کیانو در سال ۲۰۰۵ در نقش شخصیت جان کنستانتین در فیلم سینمایی کنستانتین نقش‌آفرینی کرد. سپس در فیلم زندگی شخصی پیپا لی بازی کرد. وی در ادامه با همکاری ساندرا بولاک در فیلم خانه‌ای روی برکه به ایفای نقش پرداخت.

### بازگشت: ۲۰۱۰
ریوز در سال ۲۰۱۰ در فیلم سینمایی اکشن کمدی درام به نام جرم هنری نقش آفرینی کرد. در آوریل ۲۰۱۱ ریوز در مصاحبه با شبکه ام‌تی‌وی اعلام کرد که فصل جدید بیل و تد در مرحلهٔ ساخت است. وی در سال ۲۰۱۳ با چهل و هفت رونین به توفیقی نرسید. کیانو ریوز در سال ۲۰۱۴ با فیلم موفق جان ویک دوباره سر زبان‌ها افتاد.

## زندگی شخصی

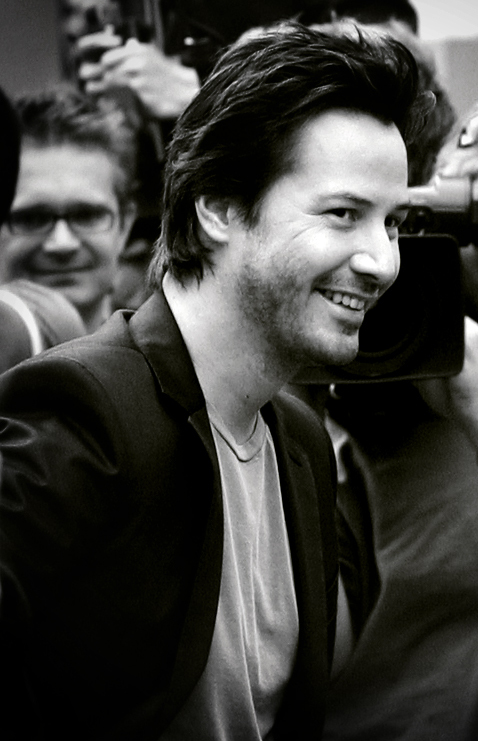
کیانو ریوز در اولین نمایش The Lake House لندن.

در سال ۱۹۹۸، ریوز با دستیار کارگردان دیوید لینچ، جنیفر سایم، در یک مهمانی که برای گروهش (داگ‌استار) برگزار شده بود ملاقات کرد و شروع به قرار گذاشتن کردند. در ۲۴ دسامبر ۱۹۹۹، سایم هشت ماه پس از بارداری، اولین فرزند این زوج، آوا آرچر سایم ریوز را به دنیا آورد که مرده به دنیا آمد. این زوج چندین هفته بعد از هم جدا شدند، اما بعداً آشتی کردند. در ۲ آوریل ۲۰۰۱، سایم بر اثر برخورد وسیله نقلیه‌اش با سه ماشین پارک شده در بلواری در لس‌آنجلس کشته شد. ریوز به بازرسان گفت که آنها دوباره با هم بودند. آنها در ۱ آوریل ۲۰۰۱ در سانفرانسیسکو با هم در حال صرف صبحانه بودند. روز بعد، ریوز با دفتر پزشکی قانونی لس‌آنجلس تماس گرفت و به گفته ستوان مک ویلی، پرسید که آیا سایم آنجاست.ریوز در مراسم تشییع جنازه سایمز که در کنار دخترشان به خاک سپرده شده بود، شرکت کرد. به گفته دوست او، برت دامروز از داگ استار، ریوز، که قرار بود دنباله‌های ماتریکس را در بهار سال بعد فیلمبرداری کند، به دنبال «آرامش و زمان» بود.
ریوز همچنین قبلاً به صورت عاشقانه با دوست دیرینه و فیلمساز خود برندا دیویس که پدرخوانده فرزندش است و بازیگر مدل چاینا چاو بوده است، در ارتباط بود. در سال ۲۰۰۹، ریوز با الکساندرا گرانت در یک مهمانی شام آشنا شد. آنها با هم در دو کتاب همکاری کردند. آنها در نوامبر ۲۰۱۹ رابطه خود را علنی کردند.
ریوز در مورد اعتقادات معنوی خود با احتیاط صحبت می‌کند و می‌گوید که این چیزی «شخصی و خصوصی» است.وقتی از او پرسیدند که آیا او فردی روحانی است، گفت که «به خدا، ایمان، ایمان درونی، نفس، اشتیاق و اشیا» معتقد است و «بسیار روحانی» و «بسیار بخشنده» است.اگرچه او به‌طور رسمی آیین بودایی را انجام نمی‌دهد، اما این مذهب تأثیر زیادی روی او گذاشته است، به خصوص پس از فیلمبرداری بودای کوچک.
وقتی از ریوز در سال ۲۰۱۹ در برنامه The Late Show with Stephen Colbert دربارهٔ دیدگاه‌هایش دربارهٔ اتفاقات پس از مرگ سؤال شد، ریوز پاسخ داد: «می‌دانم کسانی که ما را دوست دارند دلتنگ ما خواهند شد.»

## تجارت و امور خیریه

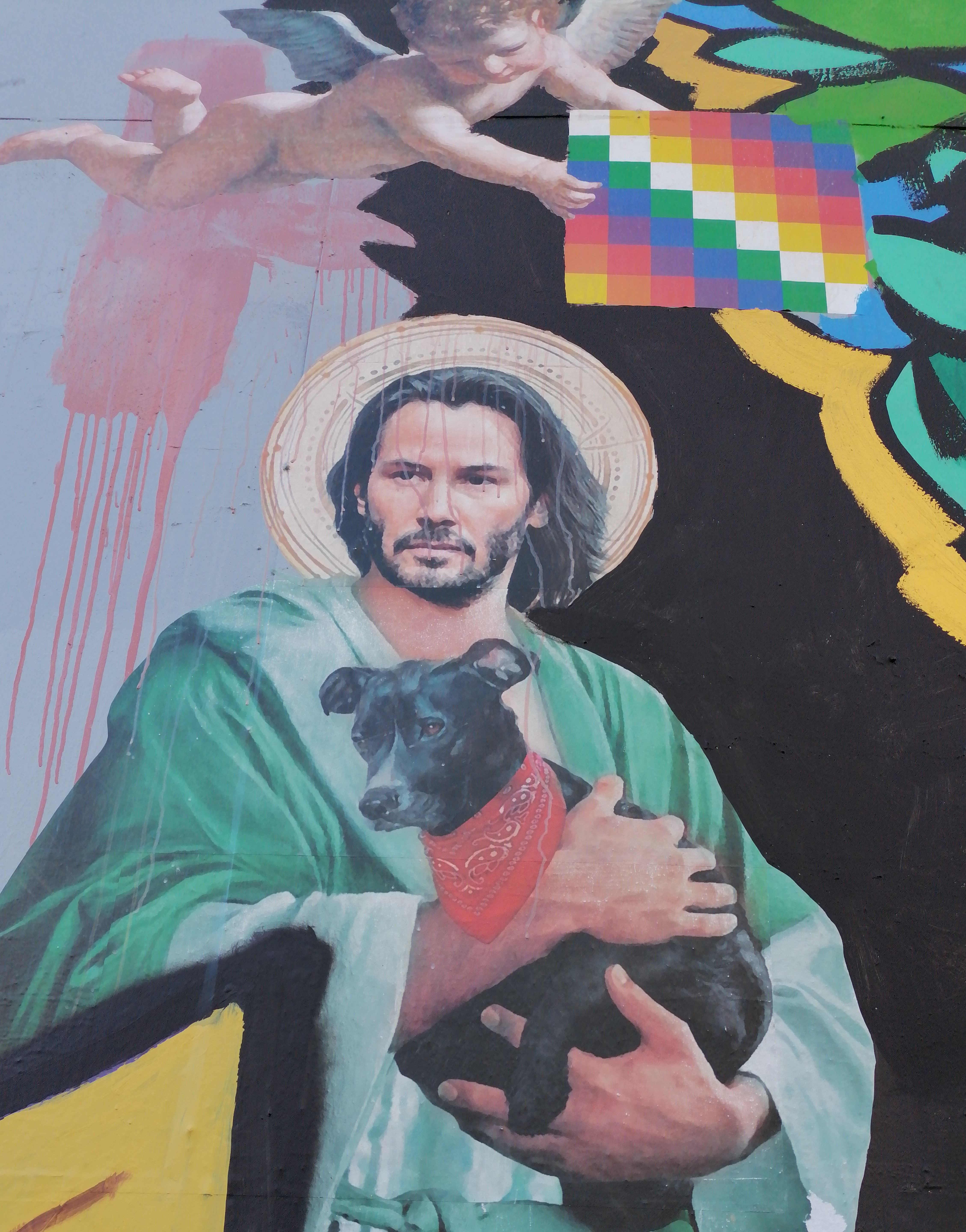
در یک نقاشی دیواری در سانتیاگو دی شیلی.

ریوز از چندین مؤسسه خیریه و اهداف حمایت می‌کند. به خاطر نبرد خواهرش با سرطان خون، او یک بنیاد خصوصی سرطان تأسیس کرد که به بیمارستان‌های کودکان کمک می‌کند و تحقیقات سرطان را ارائه می‌دهد.در ژوئن ۲۰۲۰، او برای کمپ رینبو گلد، یک مؤسسه خیریه کودکان سرطان آیداهو، داوطلب شد. ریوز گفته است: «پول آخرین چیزی است که به آن فکر می‌کنم. من می‌توانم با آنچه قبلاً ساخته‌ام برای چند قرن آینده زندگی کنم.» شایعه شده بود که ریوز بخش قابل توجهی از درآمد خود را از ماتریکس، که حدود ۳۵ تا ۱۲۵ میلیون دلار تخمین زده می‌شود، به گروه جلوه‌های ویژه و گریم بخشید. ریوز با یک قرارداد کوچکتر از حق قراردادی خود برای دریافت درصدی از سود قسمت‌های بعدی در ازای بودجه گسترده‌تر جلوه‌های ویژه، صرف نظر کرد.

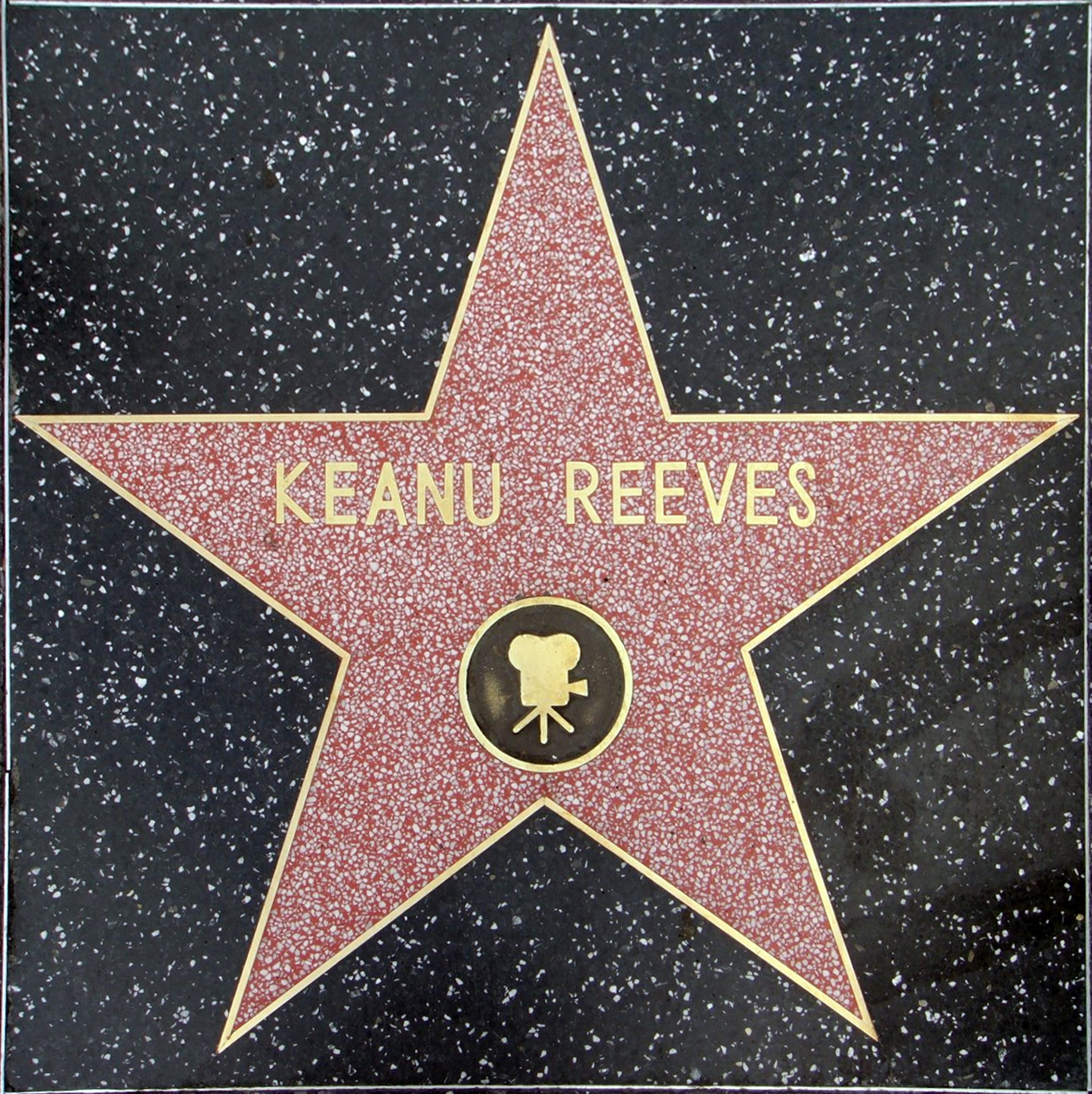
ستاره ریوز بر روی پیاده‌روی مشاهیر هالیوود

ریوز به همراه دوستش استیون همل یک شرکت تولیدی به نام کمپانی فیلمز را تأسیس کرد. ریوز که یک موتورسوار مشتاق است، شرکت موتورسیکلت آرچ را تأسیس کرد که موتورسیکلت‌های سفارشی می‌سازد و می‌فروشد. در سال ۲۰۱۷، ریوز، جسیکا فلیشمن و الکساندرا گرانت ناشر کتاب، X Artists' Books (همچنین با نام XAB) را تأسیس کردند. او دو کتاب نوشته است: قصیده خوشبختی و سایه‌ها، که هر دو با همکاری گرانت هستند.